# Asia's Next Top Model (mùa 5)
Asia's Next Top Model, Mùa 5 là mùa giải thứ năm của chương trình Asia's Next Top Model, được công chiếu bắt đầu từ ngày 5/4/2017. Chủ đề của mùa giải thứ 5: Expect The Unexpected (Lường Trước Những Điều Khó Lường Trước).
Mùa giải gồm 14 thí sinh đến từ Indonesia, Philippines, Malaysia, Singapore, Thái Lan, Đài Loan và Việt Nam.
Giải thưởng mùa này bao gồm: 1 chiếc ô tô Subaru Impreza, xuất hiện trên trang bìa tạp chí Nylon Singapore và 1 hợp đồng với công ty quản lý người mẫu Storm Model Management ở Luân Đôn.
Quán quân của Asia's Next Top Model mùa 5 là Maureen Wroblewitz, 18 tuổi đến từ Philippines.

## Vòng sơ tuyển
Diễn ra tại 3 địa điểm:
- 22/10/2016 tại House Manila Club, Resorts World Manila, Manila, Philippines.
- 29/10/2016 tại Grand Caymans, Level 10, Sunway Resort Hotel and Spa, Kuala Lumpur, Malaysia.
- 5/11/2016 tại The Hermitage, A Tribute Portfolio Hotel, Jakarta, Indonesia.

Ngoài ra, còn có hình thức đăng kí và tuyển chọn trực tuyến nếu người dự thi không thể xuất hiện tại vòng sơ tuyển.

## Thí sinh
(Tính theo tuổi khi còn trong cuộc thi)
| Đại diện    | Thí sinh            | Tuổi | Chiều cao              | Bị loại ở | Hạng |
| ----------- | ------------------- | ---- | ---------------------- | --------- | ---- |
| Philippines | Anjelica Santillan  | 22   | 1,76 m (5 ft 9+1⁄2 in) | Tập 1     | 14   |
| Thái Lan    | Heidi Grods         | 25   | 1,78 m (5 ft 10 in)    | Tập 2     | 13   |
| Philippines | Jennica Sanchez     | 20   | 1,68 m (5 ft 6 in)     | Tập 3     | 12   |
| Singapore   | Layla Ong           | 20   | 1,75 m (5 ft 9 in)     | Tập 4     | 11   |
| Malaysia    | Alicia Amin         | 22   | 1,75 m (5 ft 9 in)     | Tập 5     | 10   |
| Singapore   | Randhawa Nametha    | 18   | 1,78 m (5 ft 10 in)    | Tập 6     | 9    |
| Indonesia   | Valerie Krasnadewi  | 24   | 1,72 m (5 ft 7+1⁄2 in) | Tập 7     | 8-7  |
| Thái Lan    | Dorothy Petzold     | 18   | 1,72 m (5 ft 7+1⁄2 in) | Tập 7     | 8-7  |
| Indonesia   | Veronika Krasnadewi | 24   | 1,72 m (5 ft 7+1⁄2 in) | Tập 8     | 6    |
| Đài Loan    | Cindy Chen          | 19   | 1,78 m (5 ft 10 in)    | Tập 11    | 5    |
| Indonesia   | Clara Tan           | 21   | 1,70 m (5 ft 7 in)     | Tập 12    | 4    |
| Malaysia    | Shikin Gomez        | 24   | 1,77 m (5 ft 9+1⁄2 in) | Tập 13    | 3-2  |
| Việt Nam    | Minh Tú Nguyễn      | 24   | 1,78 m (5 ft 10 in)    | Tập 13    | 3-2  |
| Philippines | Maureen Wroblewitz  | 18   | 1,68 m (5 ft 6 in)     | Tập 13    | 1    |

### Giám khảo chính
- Cindy Bishop (Dẫn chương trình)
- Yu Tsai (Giám đốc sáng tạo)
- Cara G. McIlroy (Cố vấn người mẫu)

## Các tập phát sóng

### Tập 1: Cô gái trỗi dậy và bước tiếp
- Công chiếu: 05/04/2017
- Thử thách: Catwalk với trang phục lót Guerillia.
- Điểm thử thách cao nhất: Shikin
- Điểm thử thách thấp nhất: Layla
- Chủ đề chụp ảnh: Siêu mẫu chạy trốn
- Nhiếp ảnh gia: Joel Lim
- Giám khảo khách mời: Pia Wurtzbach & Joel Lim
- Thí sinh cao điểm nhất: Clara
- Top 2 nguy hiểm: Anjelica & Nametha
- Thí sinh bị loại: Anjelica.

### Tập 2: Cô gái được chúc phúc
- Công chiếu: 12/04/2017
- Thử thách: Nhảy Writing Bee để bộc lộ bản thân
- Hướng dẫn viên: Kay Grace Lee
- Chiến thắng thử thách: Dorothy, Maureen, Layla, Nametha & Shikin
- Điểm thử thách cao nhất: Dorothy
- Điểm thử thách thấp nhất: Heidi
- Chủ đề chụp ảnh: Nụ cười đặc trưng của tôi
- Nhiếp ảnh gia: Joel Lim
- Giám khảo khách mời: "Lukkade" Metinee Kingpayome
- Thí sinh cao điểm nhất: Dorothy
- Top 2 nguy hiểm: Heidi & Jennica
- Thí sinh bị loại: Heidi.

### Tập 3: Cô nàng mít ướt
- Công chiếu: 19/04/2017
- Thay đổi diện mạo:

Nhà tạo mẫu tóc: Mervin Wee
| Thí sinh | Kiểu tóc  | Make-over                                |
| -------- | --------- | ---------------------------------------- |
| Shikin   | Kịch tính | Cắt bất cân xứng nam tính                |
| Alicia   | Kịch tính | Tóc Bob cắt ngắn tỉa nhiều lớp           |
| Nametha  | Kịch tính | Cắt tạo lớp, uốn cong, nhuộm vàng        |
| Jennica  | Tinh tế   | Duỗi thẳng, nhuộm xanh đen               |
| Clara    | Tinh tế   | Cắt ngắn, tạo lớp rời rạc                |
| Valarie  | Kịch tính | Cắt ngắn, tỉa lớp cạnh bên               |
| Cindy    | Kịch tính | Để mái kiểu tạo hình                     |
| Veronika | Kịch tính | Tạo lớp, uốn cong, để mái kiểu tạo hình  |
| Maureen  | Kịch tính | Uốn 3D, để mái ngang                     |
| Layla    | Kịch tính | Tóc nối nhuộm đổi màu, uốn phần đuôi tóc |
| Minh Tú  | Kịch tính | Nhuộm nâu đỏ thẫm                        |
| Dorothy  | Kịch tính | Cắt mái xéo tự nhiên và nhuộm đỏ tối     |

- Chủ đề chụp ảnh: Tạo dáng với trang phục Denim trên cánh đồng.
- Nhiếp ảnh gia: Shavonne Wong
- Giám khảo khách mời: Ling Tan
- Thí sinh cao điểm nhất: Cindy
- Top 2 nguy hiểm: Jennica & Maureen
- Thí Sinh bị loại: Jennica

### Tập 4: Cô gái nhận ra mình có khuyết điểm hoàn hảo
- Công chiếu: 26/04/2017
- Thử thách: Hình thành cá tính trên mạng xã hội, chủ đề tự chụp ảnh "Tôi thức dậy như thế này đấy"
- Hướng dẫn viên: Andrea Chong
- Điểm thử thách cao nhất: Valerie
- Điểm thử thách thấp nhất: Layla
- Chủ đề chụp ảnh: Siêu mẫu chuyển động
- Nhiếp ảnh gia: Yu Tsai
- Giám khảo khách mời: Jason Godfrey, Madi Ross
- Thí sinh cao điểm nhất: Minh Tú
- Top 2 nguy hiểm: Dorothy & Layla
- Thí sinh bị loại: Layla.

### Tập 5: Cô gái làm cho "điều đó" xảy ra
- Công chiếu: 03/05/2017
- Thử thách: Hình thành cá tính trên mạng xã hội của Maybelline, chủ đề tự chụp ảnh "Mạnh hơn cả ngôn từ"
- Hướng dẫn viên: Cindercella
- Chiến thắng thử thách: Cindy, Clara, Maureen & Dorothy
- Điểm thử thách cao nhất: Shikin
- Điểm thử thách thấp nhất: Nametha
- Chủ đề chụp ảnh: It girl của Maybelline
- Giám khảo khách mời: Nigel Stanisalaus
- Thí sinh cao điểm nhất: Maureen
- Top 2 nguy hiểm: Alicia & Clara
- Thí sinh bị loại: Alicia.

### Tập 6: Cô nàng có bí mật tồi tệ
- Công chiếu: 10/05/2017
- Thử thách: Hình thành cá tính trên mạng xã hội với kính áp tròng Define của Acuvue, chủ đề tự chụp ảnh "Tôi là duy nhất"
- Hướng dẫn viên: Fiona Fussi
- Chiến thắng thử thách: Dorothy
- Điểm thử thách cao nhất: Dorothy
- Điểm thử thách thấp nhất: Valerie
- Chủ đề chụp ảnh: Chụp ảnh quảng cáo cho nhãn hiệu sữa tắm thư giãn Rainbath của Neutronega
- Hướng dẫn viên: Top 3 Asia's Next Top Model (Mùa 3) - Aimee Cheng-Bradshaw
- Giám khảo khách mời: Madi Ross
- Thí sinh cao điểm nhất: Cindy
- Top 2 nguy hiểm: Dorothy & Veronika
- Bị loại nhưng được cứu: Dorothy
- Thí sinh bị loại: Nametha.

Trong tập này, chủ đề chụp hình là quảng cáo cho nhãn hiệu, vì thế, không có thí sinh bị loại. Nhưng Nametha đã vi phạm hợp đồng với ban tổ chức, cho nên cô đã bị loại. Đây là trường hợp đầu tiên trong lịch sử Asia's Next Top Model

### Tập 7: Cô gái phải diễn để hoàn thành thử thách
- Công chiếu: 17/05/2017
- Thử thách: Hình thành cá tính trên mạng xã hội "Tự tạo phong cách với Zalora"
- Hướng dẫn viên: Kim Jones
- Chiến thắng thử thách: Cindy
- Điểm thử thách cao nhất: Cindy
- Điểm thử thách thấp nhất: Dorothy
- Chủ đề chụp ảnh: Quay video thời trang cho nhãn hiệu Zalora
- Nhiếp ảnh gia/Đạo diễn: Kenvin Ou
- Giám khảo khách mời: Rayne Reed
- Thí sinh cao điểm nhất: Shikin
- Top 3 nguy hiểm: Cindy, Valarie & Dorothy
- Thí sinh bị loại: Valarie & Dorothy.

### Tập 8: Cô gái cần phải trưởng thành
- Công chiếu: 24/05/2017
- Thử thách: Tham gia tuyển chọn người mẫu cho 2 nhà thiết kế thời trang Daniel Boey và Kevin Seah.
- Chiến thắng thử thách: Minh Tú
- Điểm thử thách cao nhất: Minh Tú
- Điểm thử thách thấp nhất: Cindy
- Chủ đề chụp ảnh: Ràng buộc bởi tình yêu
- Nhiếp ảnh gia: Yu Tsai
- Giám khảo khách mời: Dominic Lau
- Thí sinh cao điểm nhất: Maureen
- Top 2 nguy hiểm: Clara & Veronika
- Thí sinh bị loại: Veronika.

### Tập 9: Cô gái cần phải liều lĩnh hơn nữa
- Công chiếu: 31/05/2017
- Chủ đề chụp ảnh: Subaru thách thức trọng lực
- Nhiếp ảnh gia: Kevin Ou
- Giám khảo khách mời: Daniel Boey, Glenn Tan
- Thí sinh cao điểm nhất: Minh Tú
- Top 2 nguy hiểm: Cindy & Clara
- Bị loại nhưng được cứu: Cindy

Trong tập này các thí sinh không phải thực hiện thử thách mà được đưa đi dự buổi triển lãm xe Subaru.

### Tập 10: Cô gái trở thành bạn hoặc kẻ thù
- Công chiếu: 07/06/2017

Đây là tập khái quát lại mùa thi này, tổng hợp các khoảnh khắc, nhân vật đáng nhớ và ấn tượng nhất.
Ban giám khảo giới thiệu Xiao Qing như là một thí sinh mới tham gia vào cuộc thi với Top 5, nhưng thực ra, cô là một nhà thiết kế thời trang - giám khảo bí mật mà chương trình cài vào để tăng tính cạnh tranh của các thí sinh.
|                               | Top 1                                              | Top 2                                                     | Top 3                                   |
| ----------------------------- | -------------------------------------------------- | --------------------------------------------------------- | --------------------------------------- |
| Khoảnh khắc nhà chung         | Kết quả thử thách                                  | "Gái Hư" đối đầu với "Gái Ngoan"                          | Chuyển vào nhà chung                    |
| Những mâu thuẫn nhà chung     | Mâu thuẫn kép: Nametha vs. Cặp song sinh vs. Clara | Jennica vs. Maureen                                       | Clara vs. Minh Tú                       |
| Giám khảo kịch tính           | Yu Tsai: Vua cảm xúc                               | Cindy: Giám khảo nghiêm khắc                              | Cara: Cố vấn người mẫu ngọt ngào        |
| Các bức ảnh được đánh giá cao | Tuần 5: "Phượng hoàng cất cánh" Dorothy            | Tuần 6: "Đúng trọng tâm, sơ giản, đúng thương hiệu" Cindy | Tuần 1: "Ngựa đen" Heidi                |
| Khoảnh khắc tuyệt vời         | Giám khảo hài hước                                 | Giám khảo líu lưỡi                                        | Clara: Cô con gái bé bỏng               |
| Bạn tốt hay kẻ thù            | Layla và Minh Tú                                   | Layla và Minh Tú                                          | Layla và Minh Tú                        |
| Bạn tốt hay kẻ thù            | Dorothy vs. Valarie                                | Clara vs. Nametha                                         | Minh Tú vs. Maureen                     |
| Khoảnh khắc "Trời ơi"         | Minh Tú: Trái tim can đảm                          | Tuần 9: Người mẫu hành động                               | Tuần 8: Khách hàng khó ưa               |
| Biến đổi                      | Clara: Cô nàng bé bỏng                             | Maureen: Không chỉ là một gương mặt đẹp                   | Shikin: Cô nàng sắc sảo                 |
| Khoảnh khắc mang tính tự phát | Tuần 4: Tiệc bể bơi cuồng nhiệt                    | Tuần 1: Thử thách bất động                                | Tuần 2: Màn khiêu vũ quyến rũ của Clara |
| Cuộc chia tay xúc động        | Tuần 7: Loại trừ kép                               | Cặp song sinh sợ chia ly                                  | Tuần 6: Rắc rối Wi-Fi                   |

### Tập 11: Cô gái đe dọa cuộc thi
- Công chiếu: 14/06/2017
- Thử thách: Catwalk tại cầu treo tại khu nghỉ dưỡng Sunway Malaysia
- Chiến thắng thử thách: Xiao Qing
- Điểm thử thách cao nhất: Xiao Qing
- Chiến thắng thử thách thực sự: Shikin
- Điểm thử thách thấp nhất: Clara
- Chủ đề chụp ảnh: Nữ hoàng băng giá
- Nhiếp ảnh gia: Bibo Aswan
- Giám khảo khách mời: Daniel Boey
- Thí sinh cao điểm nhất: Maureen
- Top 2 nguy hiểm: Xiao Qing & Cindy
- Top 2 nguy hiểm thật sự: Minh Tú & Cindy
- Thí sinh bị loại: Cindy.

### Tập 12: Cô gái nhìn thấy chân tướng
- Công chiếu: 21/06/2017
- Thử thách: Catwalk theo chiều thẳng đứng
- Chiến thắng thử thách: Shikin
- Điểm thử thách cao nhất: Shikin
- Điểm thử thách thấp nhất: Clara
- Chủ đề chụp ảnh: Chuyến du ngoạn
- Nhiếp ảnh gia: Kevin Ou
- Giám khảo khách mời: Daniel Boey, Glenn Tan, Xiao Qing Zhang
- Thí sinh cao điểm nhất: Shikin
- Top 2 nguy hiểm: Clara & Maureen
- Thí sinh bị loại: Clara.

### Tập 13: Cô gái kết thúc với sự hoành tráng
- Công chiếu: 28/06/2017
- Chủ đề chụp ảnh: Niềm tự hào Tổ quốc
- Nhiếp ảnh gia: Yu Tsai
- Giám khảo khách mời: Pia Wurtzbach, Ruby Adler, Adele Chan
- Asia's Next Top Model: Maureen
- Thí sinh về nhì: Shikin & Minh Tú

Trong tập này Top 3 không phải thực hiện thử thách mà sẽ tham gia buổi trình diễn thời trang cuối cùng với bộ sưu tập "Nàng Thơ Phục Hưng" tại Phòng Trưng bày Nghệ thuật Quốc gia Singapore.

## Kết quả

### Thứ tự gọi tên
| Thứ hạng | Tập      | Tập      | Tập      | Tập      | Tập      | Tập      | Tập             | Tập      | Tập     | Tập       | Tập     | Tập       |
| Thứ hạng | 1        | 2        | 3        | 4        | 5        | 6        | 7               | 8        | 9       | 11        | 12      | 13        |
| -------- | -------- | -------- | -------- | -------- | -------- | -------- | --------------- | -------- | ------- | --------- | ------- | --------- |
| 1        | Clara    | Dorothy  | Cindy    | Tú       | Maureen  | Cindy    | Shikin          | Maureen  | Tú      | Maureen   | Shikin  | Maureen   |
| 2        | Valerie  | Cindy    | Tú       | Nametha  | Shikin   | Nametha  | Tú              | Tú       | Shikin  | Clara     | Tú      | Shikin Tú |
| 3        | Maureen  | Veronika | Shikin   | Maureen  | Valerie  | Maureen  | Clara           | Shikin   | Maureen | Shikin    | Maureen | Shikin Tú |
| 4        | Veronika | Layla    | Clara    | Valerie  | Dorothy  | Shikin   | Veronika        | Cindy    | Clara   | Tú        | Clara   |           |
| 5        | Shikin   | Maureen  | Nametha  | Veronika | Tú       | Valerie  | Maureen         | Clara    | Cindy   | Xiao Qing |         |           |
| 6        | Heidi    | Clara    | Alicia   | Cindy    | Nametha  | Clara    | Cindy           | Veronika |         | Cindy     |         |           |
| 7        | Dorothy  | Nametha  | Layla    | Shikin   | Cindy    | Tú       | Dorothy Valerie |          |         |           |         |           |
| 8        | Tú       | Shikin   | Dorothy  | Clara    | Veronika | Veronika | Dorothy Valerie |          |         |           |         |           |
| 9        | Jennica  | Tú       | Veronika | Alicia   | Clara    | Dorothy  |                 |          |         |           |         |           |
| 10       | Cindy    | Valerie  | Valerie  | Dorothy  | Alicia   |          |                 |          |         |           |         |           |
| 11       | Alicia   | Alicia   | Maureen  | Layla    |          |          |                 |          |         |           |         |           |
| 12       | Layla    | Jennica  | Jennica  |          |          |          |                 |          |         |           |         |           |
| 13       | Nametha  | Heldi    |          |          |          |          |                 |          |         |           |         |           |
| 14       | Anjelica |          |          |          |          |          |                 |          |         |           |         |           |

     Thí sinh thắng cuộc
     Thí sinh bị loại
     Thí sinh bị loại do phạm luật
     Thí sinh bị loại nhưng được cứu
     Thí sinh tham gia như là một người mẫu nhưng thực sự là giám khảo bí mật

### Điểm
| Xếp hạng         | Người mẫu | Tập  | Tập  | Tập  | Tập  | Tập  | Tập  | Tập  | Tập  | Tập  | Tập  | Tập  | Tập       | Tổng điểm | Trung bình |
| Xếp hạng         | Người mẫu | 1    | 2    | 3    | 4    | 5    | 6    | 7    | 8    | 9    | 11   | 12   | 13        | Tổng điểm | Trung bình |
| ---------------- | --------- | ---- | ---- | ---- | ---- | ---- | ---- | ---- | ---- | ---- | ---- | ---- | --------- | --------- | ---------- |
| 1                | Maureen   | 38.7 | 35.3 | 20.5 | 42.5 | 45.3 | 43.4 | 32.3 | 45.0 | 25.0 | 47.3 | 32.7 | QUÁN QUÂN | 408.0     | 37.10      |
| 3-2              | Tú        | 35.0 | 32.2 | 27.5 | 45.0 | 38.9 | 36.5 | 40.6 | 42.2 | 31.0 | 40.1 | 39.0 | Á QUÂN    | 408.0     | 37.10      |
| 3-2              | Shikin    | 35.9 | 32.3 | 25.0 | 38.7 | 41.8 | 43.2 | 40.8 | 41.8 | 30.0 | 43.0 | 44.8 | Á QUÂN    | 417.3     | 37.94      |
| 4                | Clara     | 44.7 | 34.5 | 24.5 | 34.5 | 32.4 | 37.8 | 40.1 | 33.9 | 22.0 | 44.5 | 32.4 |           | 381.3     | 34.66      |
| Giám khảo bí mật | Xiao Qing |      |      |      |      |      |      |      |      |      | 37.3 |      |           | 37.3      | 37.30      |
| 5                | Cindy     | 34.6 | 43.5 | 29.0 | 39.2 | 34.3 | 44.1 | 30.5 | 37.5 | 18.0 | 36.6 |      |           | 347.3     | 34.73      |
| 6                | Veronika  | 36.0 | 40.3 | 22.0 | 39.3 | 34.0 | 35.5 | 38.7 | 32.8 |      |      |      |           | 278.6     | 34.83      |
| 8-7              | Dorothy   | 35.3 | 44.0 | 23.0 | 30.0 | 40.3 | 34.8 | Loại |      |      |      |      |           | 207.4     | 34.57      |
| 8-7              | Valerie   | 41.5 | 31.4 | 21.0 | 42.0 | 41.3 | 42.5 | Loại |      |      |      |      |           | 219.7     | 36.62      |
| 9                | Nametha   | 30.6 | 33.0 | 24.0 | 43.2 | 35.3 | 43.7 |      |      |      |      |      |           | 203.8     | 33.97      |
| 10               | Alicia    | 34.3 | 31.2 | 24.0 | 34.2 | 32.0 |      |      |      |      |      |      |           | 155.7     | 31.14      |
| 11               | Layla     | 33.2 | 36.0 | 23.5 | 29.0 |      |      |      |      |      |      |      |           | 121.7     | 30.43      |
| 12               | Jennica   | 34.9 | 28.5 | 19.5 |      |      |      |      |      |      |      |      |           | 82.9      | 27.60      |
| 13               | Heidi     | 35.6 | 24.5 |      |      |      |      |      |      |      |      |      |           | 60.1      | 30.05      |
| 14               | Anjelica  | 29.8 |      |      |      |      |      |      |      |      |      |      |           | 29.8      | 29.80      |

     Thí sinh có điểm cao nhất tuần
     Thí sinh thắng cuộc
     Thí sinh bị loại
     Thí sinh bị loại do phạm luật
     Thí sinh bị loại nhưng được cứu
     Thí sinh tham gia như là một người mẫu nhưng thực sự là giám khảo bí mật

## Liên kết
- Official website Lưu trữ ngày 8 tháng 4 năm 2017 tại Wayback Machine
- Asia's Next Top Model on STAR World